# 埃曼
埃曼（法語：Héming，法語發音：[emɛ̃]）是法国摩泽尔省的一个市镇，属于萨尔堡-萨兰堡区。

## 地理
埃曼（48°41'39"N, 6°58'0"E）面积3.69 平方千米，位于法国大東部大區摩泽尔省，该省份为法国东北部内陆省份，是洛林的一部分，西南接默尔特-摩泽尔省，东临下莱茵省，北与卢森堡和德国接壤。
与埃曼接壤的市镇（或旧市镇、城区）包括：巴尔尚、贝班、埃尔特赞、讷夫穆兰、舒阿桑日。

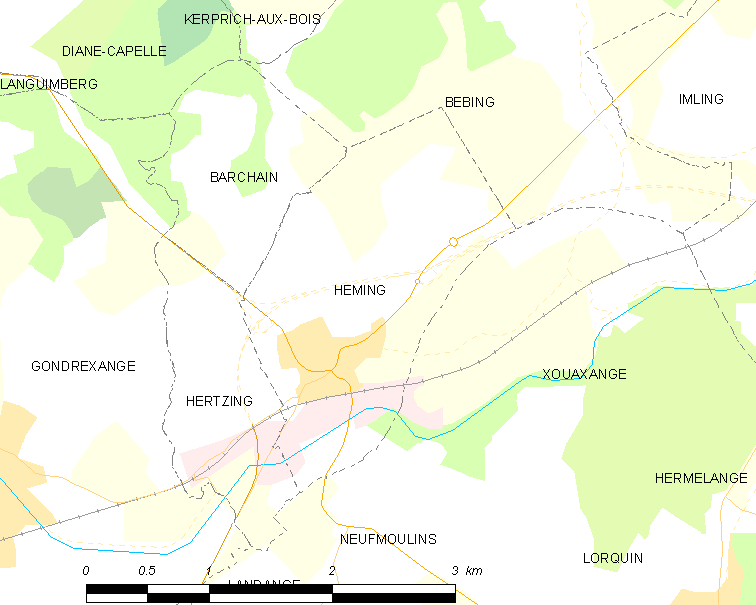
埃曼的OSM定位图

埃曼的时区为UTC+01:00、UTC+02:00（夏令时）。

## 行政
埃曼的邮政编码为57830，INSEE市镇编码为57314。

## 政治
埃曼所属的省级选区为法尔斯堡县。

## 人口

1962-2008年间埃曼人口变化图示

埃曼于2022年1月1日时的人口数量为495人。